# Les parents ne sont pas simples cette année
Les parents ne sont pas simples cette année è un film del 1984 diretto da Marcel Jullian.